# Tatary (Wrotkowo)
Tatary (niem. Tartarren) – przysiółek wsi Wrotkowo w Polsce, położony w województwie warmińsko-mazurskim, w powiecie gołdapskim, w gminie Gołdap.
W latach 1975–1998 przysiółek administracyjnie należał do województwa suwalskiego.
Podczas akcji germanizacyjnej nazw miejscowych i fizjograficznych historyczna nazwa niemiecka Tartarren została w 1938 r. zastąpiona przez administrację nazistowską sztuczną formą Noldental.